# Zehnkampf-Länderkampf der Männer 1982 USA – BR Deutschland
| 14. Leichtathletik-Länderkampf mit bundesdeutscher Beteiligung 1982 | 14. Leichtathletik-Länderkampf mit bundesdeutscher Beteiligung 1982 |
| ------------------------------------------------------------------- | ------------------------------------------------------------------- |
|                                                                     |                                                                     |
| Zehnkampf-Vergleich der Männer: USA – BR Deutschland                |                                                                     |
| Austragungsort                                                      | Baton Rouge                                                         |
| Wettbewerbe                                                         | 1                                                                   |
| Datum                                                               | 27./28. Juni                                                        |
| 1. USA 2. FRG                                                       | 31.406 P 16.019 P                                                   |
| Chronik                                                             |                                                                     |
| ← USA-FRG 7kampf (F)                                                | ITA-FRG-FRA00 Halbmarathon (F) →                                    |

Der vierzehnte Vergleich des Länderkampfjahres 1982 wurde als Zehnkampf der Männer gegen die USA versetzt um einen Tag gegenüber dem Siebenkampf-Länderkampf der Frauen ausgetragen. Das Ereignis fand allerdings mit Baton Rouge an einem anderen Ort statt. Die Siebenkämpferinnen waren in Los Angeles gegen die US-Amerikanerinnen angetreten. Wie die Mehrkämpferinnen trafen die bundesdeutschen Zehnkämpfer zum zweiten Mal auf die USA. Die erste Begegnung 1974 hatte mit einer Niederlage der Bundesrepublik geendet.

## Modus
Jede Mannschaft konnte mit maximal fünf Athleten antreten, von denen die vier Besten durch Addition ihrer Punktzahlen gewertet wurden. Die USA trat mit nur vier Teilnehmern an, die alle in die Wertung kamen.

## Ergebnis
In der Einzelwertung gab es einen bundesdeutschen Sieg. Doch neben dem Gewinner des Wettkampfs beendete nur ein weiterer bundesdeutscher Vertreter den Wettkampf. In die Teamwertung gingen neben den Punkten dieser beiden Zehnkämpfer auch die Punkte ein, die von den beiden besten bundesdeutschen Teilnehmern, die den Wettkampf nicht beendet hatten, bis zu ihrer Aufgabe erzielt worden waren. So stand am Ende mit 16.019 zu 31.406 Punkten eine besonders hoch ausfallende Niederlage der Bundesrepublik Deutschland.

## Legende
Kurze Übersicht zur Bedeutung der Symbolik – so üblicherweise auch in sonstigen Veröffentlichungen verwendet:
| DNF | nicht im Ziel (did not finish)      |
| DNS | nicht am Start (did not start)">DNS |
| DSQ | disqualifiziert                     |

## Resultat

### Zehnkampf
Die folgenden drei bundesdeutschen Vertreter mussten ihren Wettkampf vorzeitig beenden:
- Guido Kratschmer verletzte sich in der ersten Disziplin, dem 100-Meter-Lauf.
- Wolfgang Muders verletzte sich beim ersten Sprung der zweiten Übung, dem Weitsprung.
- Andreas Rizzi trat verletzungsbedingt zum letzten Wettbewerb, dem 1500-Meter-Lauf, nicht an

| Platz | Name             | Nation | Punkte | 100 m  | Weit- sprung | Kugel- stoßen | Hoch- sprung | 400 m  | 110 m Hürden | Diskus- wurf | Stabhoch- sprung | Speer- wurf | 1500 m     |
| ----- | ---------------- | ------ | ------ | ------ | ------------ | ------------- | ------------ | ------ | ------------ | ------------ | ---------------- | ----------- | ---------- |
| 1     | Herbert Peter    | FRG    | 8187   | 11,0 s | 6,90 m       | 13,04 m       | 2,10 m       | 48,7 s | 14,7 s       | 44,04 m      | 4,60 m           | 64,34 m     | 4:15,5 min |
| 2     | John Crist       | USA    | 8087   | 10,8 s | 6,95 m       | 13,58 m       | 2,10 m       | 48,8 s | 14,7 s       | 42,66 m      | 4,50 m           | 60,98 m     | 4:36,2 min |
| 3     | Lim Howell       | USA    | 8038   | 10,5 s | 7,26 m       | 14,24 m       | 1,95 m       | 48,6 s | 14,7 s       | 48,26 m      | 4,00 m           | 59,08 m     | 4:39,6 min |
| 4     | Rudolf Brumund   | FRG    | 7823   | 10,9 s | 7,07 m       | 14,30 m       | 1,98 m       | 47,9 s | 15,2 s       | 40,28 m      | 4,20 m           | 58,12 m     | 4:33,6 min |
| 5     | Mike Brown       | USA    | 7819   | 10,6 s | 7,36 m       | 13,14 m       | 2,10 m       | 49,7 s | 14,4 s       | 42,46 m      | 4,10 m           | 49,84 m     | 4:47,9 min |
| 6     | Lane Maestretti  | USA    | 7462   | 11,4 s | 6,92 m       | 13,46 m       | 1,95 m       | 52,7 s | 15,6 s       | 47,04 m      | 5,10 m           | 46,68 m     | 4:51,9 min |
| DNF   | Andreas Rizzi    | FRG    |        | 10,7 s | 7,44 m       | 13,38 m       | 1,86 m       | DSQ    | 15,0 s       | 42,58 m      | 4,20 m           | 47,70 m     | DNS        |
| DNF   | Wolfgang Muders  | FRG    |        | 12,2 s | DNF          | DNS           |              |        |              |              |                  |             |            |
| DNF   | Guido Kratschmer | FRG    |        | DNF    |              |               |              |        |              |              |                  |             |            |